# الجمعية الفرنسية لمهندسي العمليات
الجمعية الفرنسية لمهندسي العمليات (بالفرنسية: Société française de génie des procédés)‏ (بالإنجليزية: French Society of Process Engineers)‏ أو اختصاراً SFGP هي منظمة فرنسية للمهندسين الكيميائيين وهي عضو في الاتحاد الأوروبي للهندسة الكيميائية.